# Walter Queiroz (político)
Walter Carlos Gomes Queiroz (Caatiba, 15 de novembro de 1955) é um empresário e político brasileiro, mais conhecido por ter sido expulso do PRN (atual Agir) durante as eleições presidenciais de 1994.

## Vida empresarial e candidatura a presidente
Proprietário de uma rede de óticas em Salvador e formado em Administração de Empresas pela Faculdade Visconde de Cairu, Walter Queiroz filiou-se ao PRN em dezembro de 1993, sendo lançado candidato à Presidência da República em 1994. Seus principais projetos de campanha eram o imposto único e a construção de casas populares em todos os Estados para beneficiar as famílias com renda de até 3 salários mínimos, e também defendia a participação do Estado em apenas três setores (educação, saúde e segurança). Seu nome fora uma indicação de Daniel Tourinho (presidente do PRN) e Rivailton Pinto (secretário-geral do partido), amigos pessoais de Queiroz, que nunca havia havia atuado na política anteriormente.

### Declaração de renda, defesa de Collor e expulsão do PRN
Em julho de 1994, o Tribunal Superior Eleitoral julgou pela segunda vez uma declaração de bens de Queiroz (a primeira havia sido em junho), que apresentou uma retificação elevando o valor. Entre os bens incluídos, estavam uma casa na ilha de Itaparica, uma casa em Vitória da Conquista, um apartamento em Salvador, dois carros, quatro terrenos e 10 pontos comerciais. A candidatura chegou a ser ameaçada de cassação se fosse comprovada má-fé na declaração.
Durante entrevista no programa Roda Viva, da TV Cultura, Queiroz defendeu o ex-presidente Fernando Collor, referindo-se a ele como um modelo de sua plataforma eleitoral. Ele também fez elogios e críticas ao Plano Real em alguns momentos da entrevista, além de confundir "privatização" com "estatização". No horário eleitoral, o candidato teria 1 minuto e 1 segundos de duração de suas inserções.
Queiroz foi expulso do PRN em 3 de agosto, pois o partido alegava que ele havia mentido sobre as 2 declarações de renda. Para o presidente do PRN do Rio de Janeiro, Sá Freire, o empresário não havia participado das reuniões para explicar o episódio, e alegou também que ao apresentar uma segunda declaração, Queiroz "traiu o povo brasileiro e a boa-fé do PRN", não a Justiça Eleitoral.
No dia seguinte, o candidato entrou com um mandado de segurança contra sua expulsão, afirmando que apenas o diretório do PRN da Bahia era o único que o teria feito, segundo o artigo 71 do estatuto do partido. As inserções nos programas dos candidatos a presidente foram suspensas até a definição de um substituto para Queiroz. O então presidente do TSE, Sepúlveda Pertence, afirmou que a suspensão era válida até que Queiroz reassumisse a condição de presidenciável e seguisse a propaganda, ou até a confirmação de sua saída do PRN, oficializada no dia 14 do mesmo mês. O próprio presidente nacional do partido, Daniel Tourinho, também acusou o empresário de "não ser uma pessoa séria". Na versão de Queiroz, o motivo oficial da expulsão foi ter se recusado a ser "garoto-propaganda" de Collor. Ciro Moura, candidato a governador de São Paulo e presidente do diretório estadual, chegou a ser cotado como substituto, mas o advogado gaúcho Carlos Antônio Gomes foi escolhido para ser o novo presidenciável da legenda.

## Outras eleições
Depois de sair do PRN, Walter Queiroz foi candidato a prefeito de Salvador em 1996 pelo PRP (ficou em sexto lugar), a deputado federal em 1998 pelo mesmo partido. Tentou ainda uma vaga na Assembleia Legislativa da Bahia em 2002 e na Câmara Municipal de Salvador em 2008, ambas pelo PDT, e obtendo votações pouco expressivas.